# Georgina Fletcher
Georgina Fletcher Espinosa (siglo XX) fue una escritora, educadora, artista y especialista en heráldica, española radicada en Colombia. Promovió los derechos civiles de las mujeres, en especial el derecho a la educación y al trabajo. Está considerada como la referente en el punto de partida del feminismo colombiano de principios del siglo XX. En 1924 fue nombrada representante en Colombia de la Liga Internacional de Mujeres Ibéricas e Hispanoamericanas.

## Biografía
Española residente en Bogotá durante toda su vida, esta escritora, artista, educadora y especialista en heráldica dedicó su vida a los derechos de las mujeres. Entre sus escritos figuró de manera prominente la obra de su tía abuela la conocida poetisa colombiana Silveria Espinosa de los Monteros de Rendón. El padre de Georgina fue George Fletcher, un ciudadano británico y su madre fue Liboria Espinosa de los Monteros Escallón cuyo abuelo fue a su vez Antonio Espinosa de los Monteros, oriundo de Sevilla (España) quien en 1777 trajo la primera imprenta a Santa Fe.
La periodista y sufragista Ofelia Uribe explica en uno de sus escritos sobre la lucha feminista en Colombia cómo Fletcher encarna el punto de partida de la revolución feminista en Colombia. "Serena y despreocupada, muy segura de sí misma y más pobre en bienes materiales que las ratas que desenfadadamente cruzaban el salón esterado de esparto en el que me recibió, poseía una inmensa riqueza espiritual que irradiaba de toda su persona"  Ofelia describe a Georgina y destaca "la fuerza moral de esta mujer soltera y sola en el mundo cuyo maternal corazón la llevó a adoptar a Yolanda y presentarla como su hija sin mportarle cuanto el mundo pudiera pensar y hablar de ella".  Uribe inicia con el perfil de Fletcher su capítulo sobre la lucha feminista en Colombia y describe su interés por la heráldica señalando que quizás fue el motivo que le llevó a desentrañar en los libros y archivos viejos "la mísera condición de la mujer a través de los siglos".
Entre sus contribuciones como escritora estaban sus estudios sobre la historia nacional de Colombia y de manera específica la influencia que tuvieron las mujeres en las guerras de la independencia de Colombia y en la formación de la nacionalidad colombiana.
En 1924 después de celebrarse en Lima la Segunda Conferencia Panamericana de Mujeres fue nombrada representante en Colombia de la Liga Internacional de Mujeres Ibéricas e Hispanoamericanas y de la Cruzada de Mujeres Españolas organizando la filial colombiana de la Liga. Georgina presentó la ponencia: "La mujer colombiana, un estudio social e histórica" y fue invitada a presentarla en el Congreso Internacional de la Liga de Mujeres Ibéricas, que se llevó a cabo en México, en 1925.
Fletcher mantuvo correspondencia  con feministas y sufragistas latinoamericanas de la época. En 1928 lideró la presentación de la Ley sobre los Derechos Civiles de la Mujer Colombiana y la defendió ante la prensa junto con el periodista e intelectual Baldomero Sanín Cano.  La Ley fue presentada en el Congreso por el senador liberal Absalón Fernández de Soto, el 6 de mayo de 1928 pero fue debatida sin votación por falta de quorum ya que una mayoría de senadores conservadores opuestos al proyecto se retiraron. fue debatido sin votación. Sanín Cano escribirá un conocido ensayo titulado "Los irresistibles" y publicado en el periódico El Tiempo en el que criticó a los senadores que atacaron el proyecto. Fletcher escribe: "Para mi es altamente satisfactorio en mi condición de particular y en la de representante de una liga de mujeres distinguidas, que trabaja por el mejoramiento moral e intelectual de la mujer en los diferentes países donde actúa, que sea usted, también miembro de la misma liga, quien acuda en tan bochornoso incidente a la vanguardia de los defensores de nuestros derechos"
Entre 1927 y 1928 realizó diversas actividades demostrando su interés en el trabajo y la educación de la mujer. En artículos publicados en Colombia y Nueva York mostró conocimiento al detalle del trabajo de muchas líderes feministas de América Latina y España.
En 1929, junto con varias mujeres, Georgina organizó el Centro Femenil Colombiano de Acción Social, y promovió la celebración en Bogotá del IV Congreso Internacional Femenino organizado por primera en Buenos Aires en 1910.
El diario El Tiempo señalaba en 1930: Gracias al tesón evangélico de doña Georgina Fletcher, cuya labor no será nunca lo suficientemente encomiada, va a reunirse en este Bogotá, tradicionalista y minoseista, el Congreso Internacional Femenino. Venciendo todos los obstáculos, dominando la inercia de los unos y la indiferencia de los más, la señorita Fletcher, secundada por un grupo distinguido de damas, consiguió al fin que se convirtiera en una noble y fecunda realidad lo que parecía imposible de realizar.
Georgina Fletcher fue identificada como líder del movimiento por los derechos de las mujeres y perseguida y señalada. Sus últimos días estuvo al cuidado de su hija adoptiva Yolanda Bunsen y su nieta Teresa Naranjo Bunsen, quien la asiste por un tiempo. Muere alrededor de los años 50 en un ancianato.